# 後藤真寿美
後藤 真寿美（ごとう ますみ、1955年3月12日 - ）は、日本の女性声優。北海道出身。フリー。

## 人物
以前は劇団昴、ぷろだくしょんバオバブに所属していた。
ディズニー・アニメの声優などを務めている。

## 出演

### テレビアニメ
1985年
- 超獣機神ダンクーガ（リック・ベイカー）

1987年
- 愛の若草物語（スージー・パーケス）

1991年
- おにいさまへ…（花屋の店員）

1992年
- 風の中の少女 金髪のジェニー（リンダ）
- スペースオズの冒険（レガ、ポールの母）
- 伝説の勇者ダ・ガーン（生徒〈男〉、蛍のばあや、保健婦）
- フランダースの犬 ぼくのパトラッシュ（主婦A）
- みかん絵日記（大橋夫人）

1997年
- フォーチュン・クエストL（ゼン婆さん）

1998年
- 超魔神英雄伝ワタル（リリー）
- 花さか天使テンテンくん（お梅）

2000年
- ファーブル先生は名探偵（老婦人）

### OVA
- ドリームハンター麗夢（1985年 - 1987年、アルファ〈初代〉[6]） - 4作品[一覧 1]
- 超時空ロマネスク SAMY MISSING・99（1986年、魔物・女C）

### 吹き替え

#### 映画
- サスペリア ※テレビ東京版
- 恐怖の魔力/メドゥーサ・タッチ
- 小びとの森の物語（ロドニー〈マシュウ・ガーバー〉）※ビデオ版
- ベッドかざりとほうき（チャーリー）※バンダイ版

#### アニメ
- ディズニー作品
  - 短編映画（ポニー版、バンダイ版）
    - 各作品 - ミッキーマウス
    - 一部作品 - ナレーション、デイジーダック、ヒューイ・デューイ・ルーイ、デール

  - くまのプーさん - ルー（ポニー版、バンダイ版）
  - 子ぐま物語 - ミッキーマウス（ポニー版、バンダイ版）
  - ダンボ - スミッティー
  - 南部の歌 - トビー（ポニー版、バンダイ版）
  - ピーター・パン - ピーター・パン（ポニー版、バンダイ版）
  - ピノキオ  - ピノキオ（ポニー版、バンダイ版）
  - ふしぎの国のアリス  - 花
  - ロビン・フッド - リトル・シスター（バンダイ版）
- ピノキオ 新しい冒険 - ピノキオ
- トランスフォーマーシリーズ
  - 戦え!超ロボット生命体トランスフォーマー（ニムイー[7]、ファイヤースター[8]、ルイザ[8]）
  - 戦え!超ロボット生命体トランスフォーマー2010（ダニエル）

### 特撮
- 仮面ライダースーパー1

### テレビドラマ
- 火曜サスペンス劇場 五周年記念作品(3)誰かが見ている（リポーター）

### シリーズ一覧
1. ↑  『ドリームハンター麗夢』（1985年）、『ドリームハンター麗夢スペシャルバージョン 惨夢、甦る死神博士』（1985年）、『ドリームハンター麗夢II 聖美神女学園の妖夢』（1986年）、『ドリームハンター麗夢III 夢隠 首なし武者伝説』（1987年）